# NGC 6387
NGC 6387 је галаксија у сазвежђу Змај која се налази на NGC листи објеката дубоког неба.
Деклинација објекта је + 57° 32' 45" а ректасцензија 17h 28m 23,9s. Привидна величина (магнитуда) објекта NGC 6387 износи 15,7 а фотографска магнитуда 16,3. NGC 6387 је још познат и под ознакама CGCG 300-37, 1ZW 189, IRAS 17275+5735, HII, PGC 60355.